# Trine Rein
Trine Rein (* 7. November 1970 in San Francisco) ist eine norwegisch-amerikanische Popsängerin.

## Leben
Trine Rein wurde 1970 in Kalifornien geboren, zog aber schon in ihrem ersten Lebensjahr mit ihrer Mutter nach Nesodden in Norwegen. Dort wuchs sie auf und sammelte ihre ersten Erfahrungen als Sängerin. Zusammen mit dem Keyboarder Aasgeir Knutsen gründete sie als 15-Jährige das Duo The Sound of Silence, das in einer lokalen Nesoddener Talentshow den zweiten Platz belegen konnte. Kurz darauf ging sie nach Kalifornien, wo sie an der Antioch High School ihren Abschluss machte. Später kehrte sie nach Norwegen zurück und finanzierte ihren Lebensunterhalt als Studiosängerin mit Radio-Werbespots, Jingles und Auftritten der Cover-Band Saturn. 1991 stieß sie zu dem norwegischen Eurodance-Projekt W.I.P. (World in Peace), für das sie vorübergehend als Sängerin einsprang. Im gleichen Jahr brachte die Band das Album The Songs We Write sowie die Single Ghost Jam heraus, welche sich auf Platz 9 der norwegischen Charts platzierte.
Durch den Erfolg von W.I.P. wurde auch Trine Rein bekannt und konnte einen Solovertrag bei EMI Records in Norwegen unterschreiben. Im Oktober 1993 erschien ihr Debütalbum Finders, Keepers. Es wurde ein Nummer-eins-Hit in Norwegen und verkaufte sich über 200.000 mal. Auch in Japan war das Album ein Erfolg. Die im Januar 2014 daraus ausgekoppelte Single Just missed the train kam auf Platz 4 der norwegischen Charts. Rein erhielt für das Album Finders, Keepers den norwegischen Musikpreis Spellemannprisen als Beste Newcomerin 1993.
Nach einem Managerwechsel unterschrieb Rein bei dem Label EMI Medley Dänemark und begann mit dem dänischen Produzenten Poul Bruun zusammenzuarbeiten. 1996 erschien ihr zweites Album Beneath My Skin, das ebenfalls die Spitzenposition in den norwegischen Charts erreichte. Mehr als 300.000 Einheiten wurden verkauft. Die Single Torn, ein Cover des 1993 erschienenen gleichnamigen Ednaswap-Songs, gelangte in Norwegen auf Platz 10. Im Jahr darauf wurde eine ähnliche Version des Songs, gesungen von Natalie Imbruglia, zum Welthit.
Von 1997 bis 2000 lebte und arbeitete Trine Rein vorwiegend in Los Angeles, wo auch ihr drittes Album To Find the Truth zu großen Teilen entstand, das 1998 erschien. Trotz Chartplatzierung und 100.000 verkauften Platten konnte es nicht ganz an den Erfolg ihrer ersten beiden Alben anknüpfen. Darauf folgten fünf Jahre, in denen Rein kaum Auftritte als professionelle Musikerin hatte. Zeitweilig lebte sie bei ihrem Vater in San Francisco, dann wieder in Los Angeles. Rein, die neben der norwegischen auch die US-amerikanische Staatsbürgerschaft besitzt, arbeitete in diesen Jahren als Chauffeurin und VIP-Betreuerin, um ihren Lebensunterhalt zu verdienen.
2004 kehrte Trine Rein nach Norwegen zurück und wurde für zwei Jahre festes Mitglied des Ensembles der Bühnenshow 80-tallet Beat for Bit, zu dem außerdem Torhild Sivertsen, Tom Sterri und Sturla Berg-Johansen gehörten. Die Show wurde erfolgreich in Tønsberg und später Oslo aufgeführt. Dadurch gelang es Rein, wieder im Musikbusiness Fuß zu fassen. Weitere Shows folgten. Bei EMI erschien die Kompilation The Very Best of Trine Rein (2004). Rein nahm am Melodi Grand Prix 2006 teil, der norwegischen Vorentscheidung zum Eurovision Song Contest, und erreichte das Finale, wo sich jedoch Christine Guldbrandsen durchsetzte. Auch 2007 gelangte Rein, begleitet von Andreas Ljones an der Geige, bis in die Finalrunde des Melodi Grand Prix.
Im September 2010 brachte Rein nach fast zwölf Jahren ein neues Studioalbum heraus, Seeds of Joy. Es entstand im White-Room-Studio in Asker, in Zusammenarbeit mit Bernt Rune Stray, Bjørn Erik Pedersen und Hans Petter Aaserud. Neben zwei Coversongs enthielt das Album neun neue Pop/Nashville-Songs. Es gelangte auf Platz 19 der norwegischen Charts. 2011 folgte das Album Julegaven mit norwegisch- und englischsprachigen Weihnachtspopsongs.
Reins Lebenspartner ist seit 2008 der norwegische Journalist und Abenteurer Lars Monsen (* 1963).

## Diskografie

### Alben
- 1993: Finders, Keepers, EMI (EMI Norsk AS)
- 1996: Beneath My Skin, EMI (Medley Records)
- 1998: To Find the Truth, EMI
- 2010: Seeds of Joy, daWorks Records
- 2011: Julegaven, daWorks Records

#### Sampler
- 2004: The Very Best of Trine Rein, EMI (Capitol Records)

### Singles
- 1993: Just Missed The Train, EMI (EMI Norsk AS)
- 1994: Stay with me baby
- 1996: Torn, Medley Records
- 1996: Do you really wanna leave me this way
- 1996: The State I’m in
- 1996: Never Far Away
- 1997: David
- 1998: World Without You
- 1998: Stars And Angels

## Belege
1. 1 2  Chartquellen: Chartsurfer Alben
2. ↑  Auszeichnungen für Musikverkäufe: NO
3. 1 2 3  Chartquellen: Chartsurfer Singles
4. ↑  hitparade.ch Charts Ghost Jam
5. ↑  Archiv des Spellemannprisen (Memento des Originals vom 17. März 2016 im Internet Archive)  Info: Der Archivlink wurde automatisch eingesetzt und noch nicht geprüft. Bitte prüfe Original- und Archivlink gemäß Anleitung und entferne dann diesen Hinweis.
6. ↑  Interview mit Trine Rein im Dagbladet
7. ↑  Stiller i finalen med “gylna skor” bei Norsk rikskringkasting
8. ↑  Snart klar for «Seeds of Joy» bei Norsk rikskringkasting
9. ↑  Interview mit Trine Rein in der Verdens Gang

| Personendaten    | Personendaten                                  |
| ---------------- | ---------------------------------------------- |
| NAME             | Rein, Trine                                    |
| KURZBESCHREIBUNG | norwegisch-amerikanische Popsängerin           |
| GEBURTSDATUM     | 7. November 1970                               |
| GEBURTSORT       | San Francisco, Kalifornien, Vereinigte Staaten |